# Shin Min-jun
Shin Min-jun (신민준?, 申旻埈?, Sin Min-junLR, Sin Min-chunMR; Seul, 11 gennaio 1999) è un goista sudcoreano. È uno dei quattro migliori goisti sudcoreani e uno dei migliori venti a livello mondiale.

## Biografia
È il figlio di Shin Chang-seok, produttore-direttore televisivo di diverse serie televisive di successo della rete Korean Broadcasting System. È diventato professionista nel luglio 2012, nello stesso torneo che ha qualificato Shin Jin-seo: i «due Shin» (coreano: 양신; hanja: 兩申) sono spesso stati comparati tra di loro. Shin Min-jun ha studiato sotto Lee Se-dol, risiedendo a casa sua da marzo a luglio 2013.
Nel 2017 è salito agli onori delle cronache vincendo sei incontri consecutivi nella diciannovesima edizione della Nongshim Cup.
Nel 2018 è arrivato secondo nella Coppa Globis, una sorta di mondiale under-20 organizzato dalla federazione giapponese; nello stesso anno è arrivato alla semifinale della ventitreesima edizione della Coppa LG, sconfitto dal cinese Yang Dingxin.
Nel 2019 ha vinto la trentasettesima edizione della KBS Cup, sconfiggendo in finale Park Junghwan per 2-1. Nello stesso anno ha vinto la sesta edizione della Coppa Globis contro il cinese Wang Zejin.
Nel 2020 ha perso per 2-0 la finale della ventunesima edizione della Maxim Cup contro Lee Ji-hyun. Ha anche perso la finale della KBS Cup per 2-1 contro il goista numero uno al mondo Shin Jin-seo.
Nel 2021 ha vinto per 2-1 la finale della venticinquesima edizione della LG cup contro il cinese Ke Jie.
Nel 2022 ha perso per 1-3 la finale della terza edizione del Supreme player contro Shin Jin-seo. A ottobre dello stesso anno ha però sconfitto Shin per 2-0, aggiudicandosi il Myungin. Ha partecipato alla stagione 2021-22 della Korean Baduk League, classificandosi secondo con la squadra Koreas Prices Information, ottenendo 10 vittorie e 9 sconfitte.
Nel 2023 ha perso per 0-3 la finale della seconda edizione della Coppa YK Gyeonggi sempre contro Shin Jin-seo; nello stesso anno ha vinto la sesta edizione della Crown Haitai Cup contro Park Geun-ho e la nona edizione del Kuksu Mountains International Baduk Championship contro il connazionale Shin Jin-seo. È stato selezionato come membro della squadra sudcoreana di go ai XIX Giochi asiatici del 2023, dove ha partecipato alla competizione maschile a squadre insieme a Byun Sang-il, Kim Myeong-hun, Park Jung-hwan, Shin Jin-seo e Lee Ji-hyun. Nel torneo preliminare la squadra sudcoreana ha ottenuto sei vittorie in sei incontri; Shin ha vinto 5 incontri, tra cui quelli contro il taiwanese Xu Jiayuan, il cinese Yang Kaiwen e il giapponese Iyama Yūta. Nella semifinale, la Corea del Sud ha vinto 5-0 contro il Giappone: Shin ha sconfitto nuovamente Iyama Yūta. Nella finale per la medaglia d'oro tra Cina e Corea del Sud, Shin ha vinto contro Ke Jie, la Corea del Sud ha superato la Cina per 4-1 e ha conquistato la medaglia d'oro, che garantisce ai vincitori l'esenzione dal servizio militare nelle forze armate sudcoreane.

## Palmarès
| Nazionali           | Nazionali | Nazionali |
| Torneo              | Vittorie  | Finalista |
| ------------------- | --------- | --------- |
| KBS Cup             | 1 (2019)  | 1 (2020)  |
| Supreme Player      |           | 1 (2022)  |
| Maxim Cup           |           | 1 (2020)  |
| Coppa YK Gyeonggi   |           | 1 (2023)  |
| Myungin             | 1 (2022)  |           |
| Chunwon             |           | 1 (2014)  |
| Crown Haitai Cup    | 1 (2023)  |           |
| Korean Baduk League |           | 1 (2021)  |
| Totale              | 3         | 6         |
| Internazionali      |           |           |
| LG Cup              | 1 (2021)  |           |
| Globis Cup          | 1 (2019)  | 1 (2018)  |
| Kuksu Mountains     | 1 (2023)  |           |
| Totale              | 3         | 1         |
| Totale in carriera  |           |           |
| Totale              | 6         | 7         |